# Andromachos (Satrap)
Andromachos († 332 v. Chr.) war ein Statthalter Alexanders des Großen.
Er war möglicherweise mit jenem Andromachos identisch, der bei der Belagerung von Tyros 332 v. Chr. als nauarchos die zypriotische Flotte bei der Blockade des nördlichen Hafens befehligte. Noch im selben Jahr übernahm er auf Weisung Alexanders von Parmenion das Amt des Statthalters von Koilesyrien („unteres Syrien“, heute Israel-Palästina). Nachdem Alexander nach Ägypten weitergezogen war, kam es zu einem Aufstand der Bevölkerung Samarias, bei dem Andromachos getötet wurde; er wurde lebendig verbrannt.
Alexander schlug im Frühjahr 331 v. Chr. den Aufstand nieder und ernannte einen gewissen „Memnon“ zum neuen Satrap von Koilesyrien, bei dem es sich wohl um Menon gehandelt haben dürfte, der bereits im „oberen Syrien“ regierte.